# A2202 road
Die A2202 war eine Class-I-Straße, die 1922 im Stadtgebiet London mit der namentlichen Bezeichnung „Redriff Road (part)“ festgelegt wurde. Sie verband die B205, die die Surrey Commercial Docks erschloss, mit der A200. Heute ist sie Teil der B205. Der Übergang von der A2202 in die B205 lag an einer Brücke über einen Kanal, der zwei Docks verband. Heute ist das Dock nördlich der Brücke eine Grünanlage, die durch Umstrukturierung der Hafenanlage erstellt wurde.